# Ana Cristina de Souza
Pour les articles homonymes, voir Souza.
Ana Cristina Menezes Oliveira de Souza est une joueuse brésilienne de volley-ball née le 7 avril 2004 à Rio de Janeiro. Avec l'équipe du Brésil, elle a remporté la médaille d'argent du tournoi féminin aux Jeux olympiques d'été de 2020 à Tokyo.
Elle est la fille de la joueuse de volley-ball Cecilia de Souza.